# Нагать (деревня)
Нагать — деревня в Смоленском районе Смоленской области России. Входит в состав Пригорского сельского поселения. Население — 378 жителей (2010 год).

## География
Расположена в западной части области в 6 км к юго-востоку от Смоленска, в 0,1 км западнее автодороги Р120 Орёл — Витебск, на берегу реки Нагать. В 6 км восточнее деревни находится железнодорожная станция Тычинино на линии Смоленск — Рославль.

## История
В XIX веке на месте деревни находились помещечья усадьба Наготь и деревня Крицковщина. Со временем усадьба перестала существовать, но название Нагать перешло на деревню.
В годы Великой Отечественной войны деревня была оккупирована гитлеровскими войсками в июле 1941 года, освобождена в сентябре 1943 года.

## ООПТ
В 70-е годы на участке реки между деревней Нагать и посёлком Пригорское было образовано озеро. В настоящее время озеро и расположенная на его берегу роща имеют статус региональной ООПТ общей площадью 10 га.